# Spergularia purpurea
La arenaria púrpura o  esparcilla (Spergularia purpurea) es una especie de planta herbácea perteneciente a la familia Caryophyllaceae.

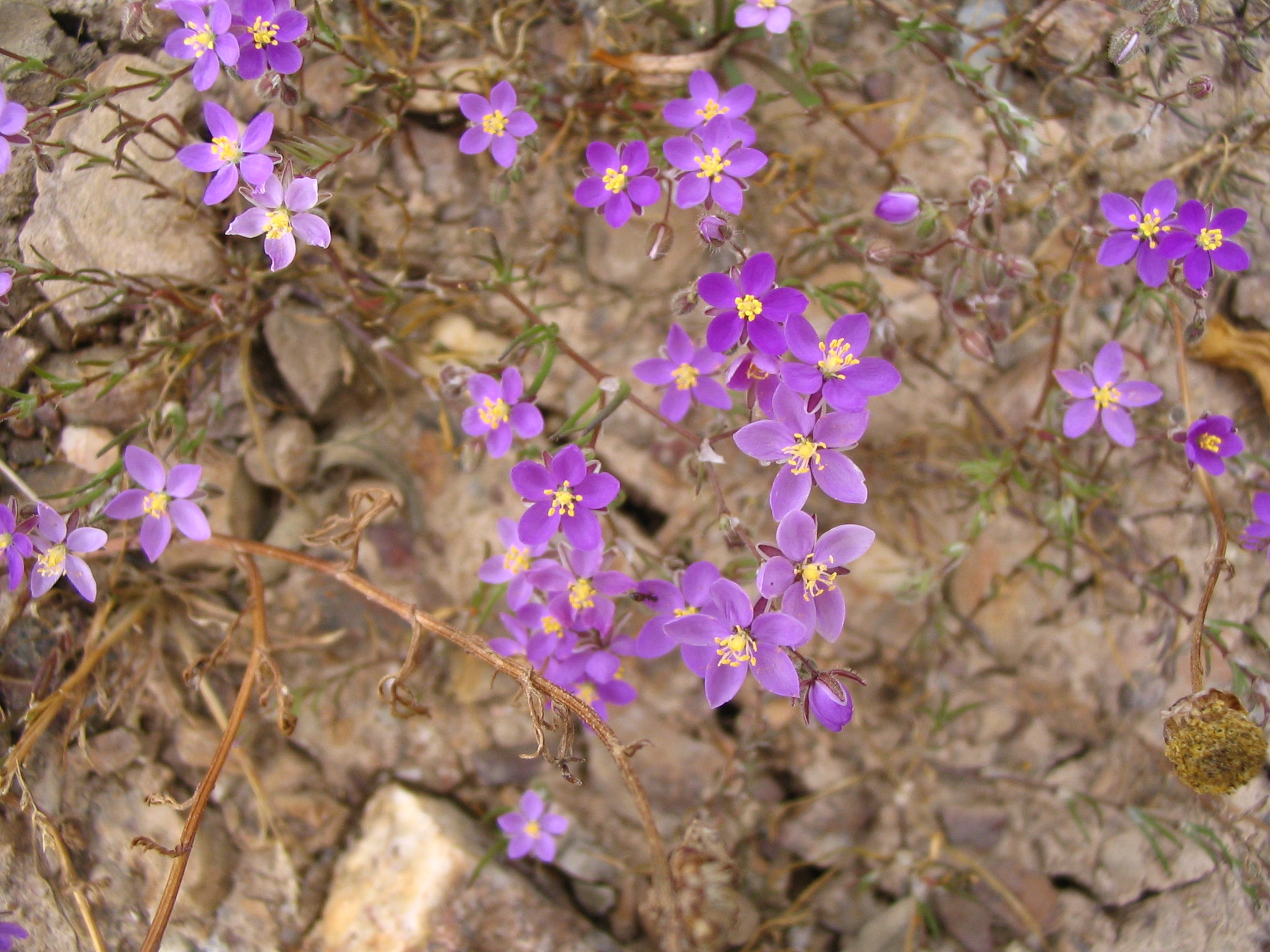
Vista de la planta en su hábitat.

## Descripción
Es una plantita endeble, rastrera y derecha, con pelillos glandulosos en tallos, hojas y cáliz, pequeña, entre 6-15 cm de altura, ramosa, enmarañada, con numerosos tallos que se originan radialmente desde la cepa. Cespitosa y se multiplica con gran facilidad. Numerosas flores casi desde la base de los tallo. Es muy delicada, y sus flores se cierran con facilidad. Flor con 5 pétalos redondeados, de color púrpura rosado, de 3-6 mm de longitud, iguales o más largos que los sépalos, estos de color verdoso con bodes escariosos, translúcidos y con pelillos glandulosos. Tiene 10 o menos estambres con antera amarilla y 3 estilos. El fruto es una cápsula que se abre fácilmente, de arriba abajo por 3 valvas. Dentro hay una piña con numerosas semillas aplanadas, con borde alado, de 0,3-0,5 mm de diámetro, de color pardo oscuro al madurar. Hojas lineares, carnosas, de sección ovalada, con pelillos y de 3-7 mm de longitud, en hacecitos alrededor de nudos, con estípulas triangulares plateadas. Tallos muy endebles, con pelillos y numerosos nudos.

## Distribución y hábitat
En el Mediterráneo, (España, Portugal y Marruecos). En bordes de caminos, céspedes, en todo caso en lugares despejados, arenosos, soleados, sin vegetación alta en su entorno. Florece a final de primavera y en verano.

## Taxonomía
Spergula arvensis fue descrita por (Pers.) G.Don y publicado en A General History of the Dichlamydeous Plants 1: 425. 1831.
Citología
Número de cromosomas de Spergularia purpurea (Fam. Caryophyllaceae) y táxones infraespecíficos:  2n=18, 36, c.54
Etimología
Spergularia:nombre genérico que deriva del  Latín spargo = "dispersión, repartición", aludiendo a la diseminación de las semillas.
purpurea: epíteto latíno que significa "de color púrpura"
Sinonimia
- Alsine purpurea (Pers.) Heynh.
- Arenaria purpurea Pers.	 basónimo
- Corion purpureum (Pers.) Pau
- Lepigonum purpureum Kindb.
- Melargyra purpurea Raf.
- Spergula purpurea (Pers.) D.Dietr.
- Spergularia longipes Rouy[6]

## Nombres vernaculares
- Castellano: arenaria roja, esparcilla encarnada, esparcilla roja, hierba bermeja, hierba de la golondrina, jaboncillo, jabón de la gitana, rabaniza de los soseros, vermella[7]